# Jüdischer Friedhof (Tholey)

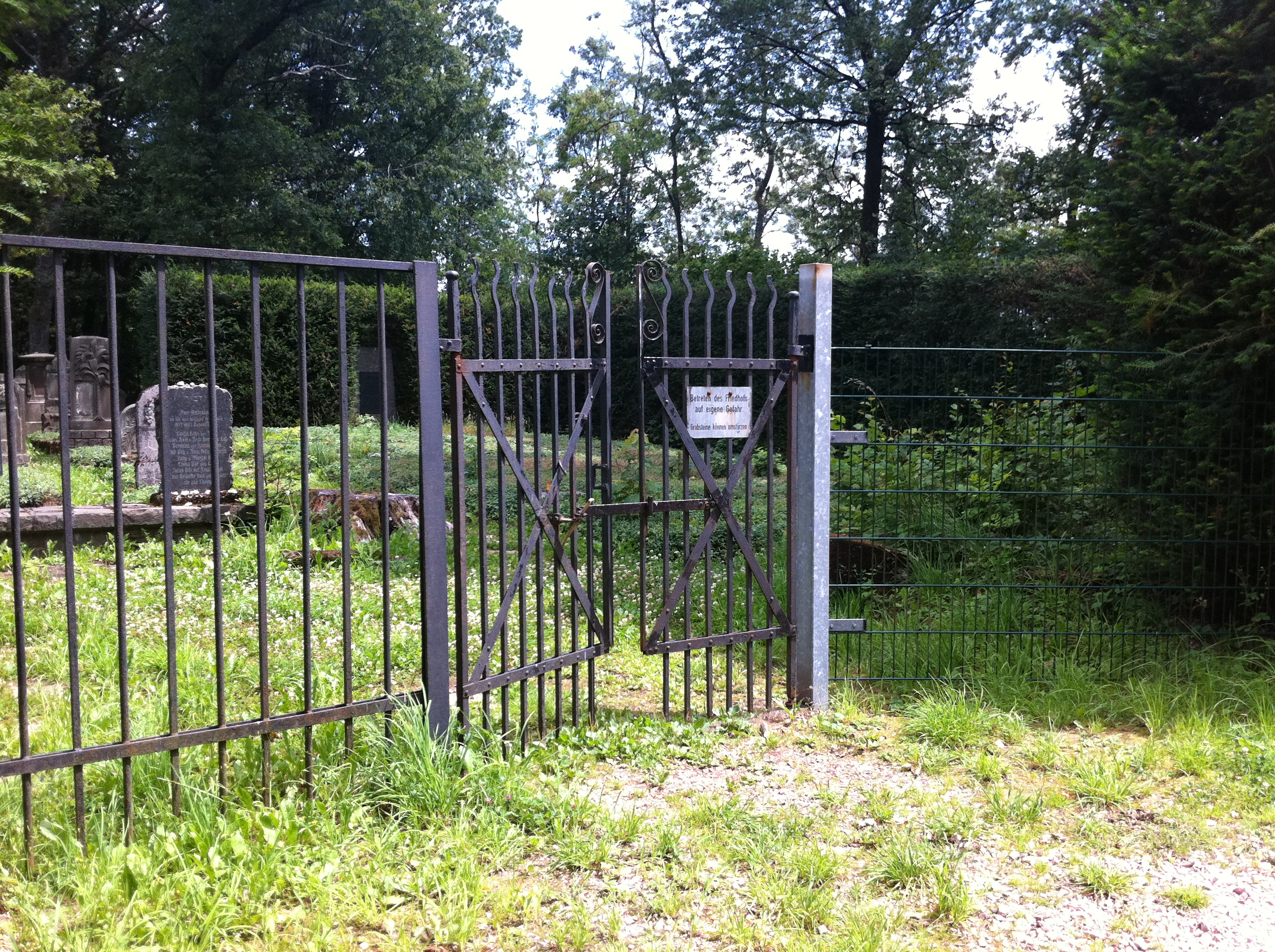
Eingang zum jüdischen Friedhof in Tholey

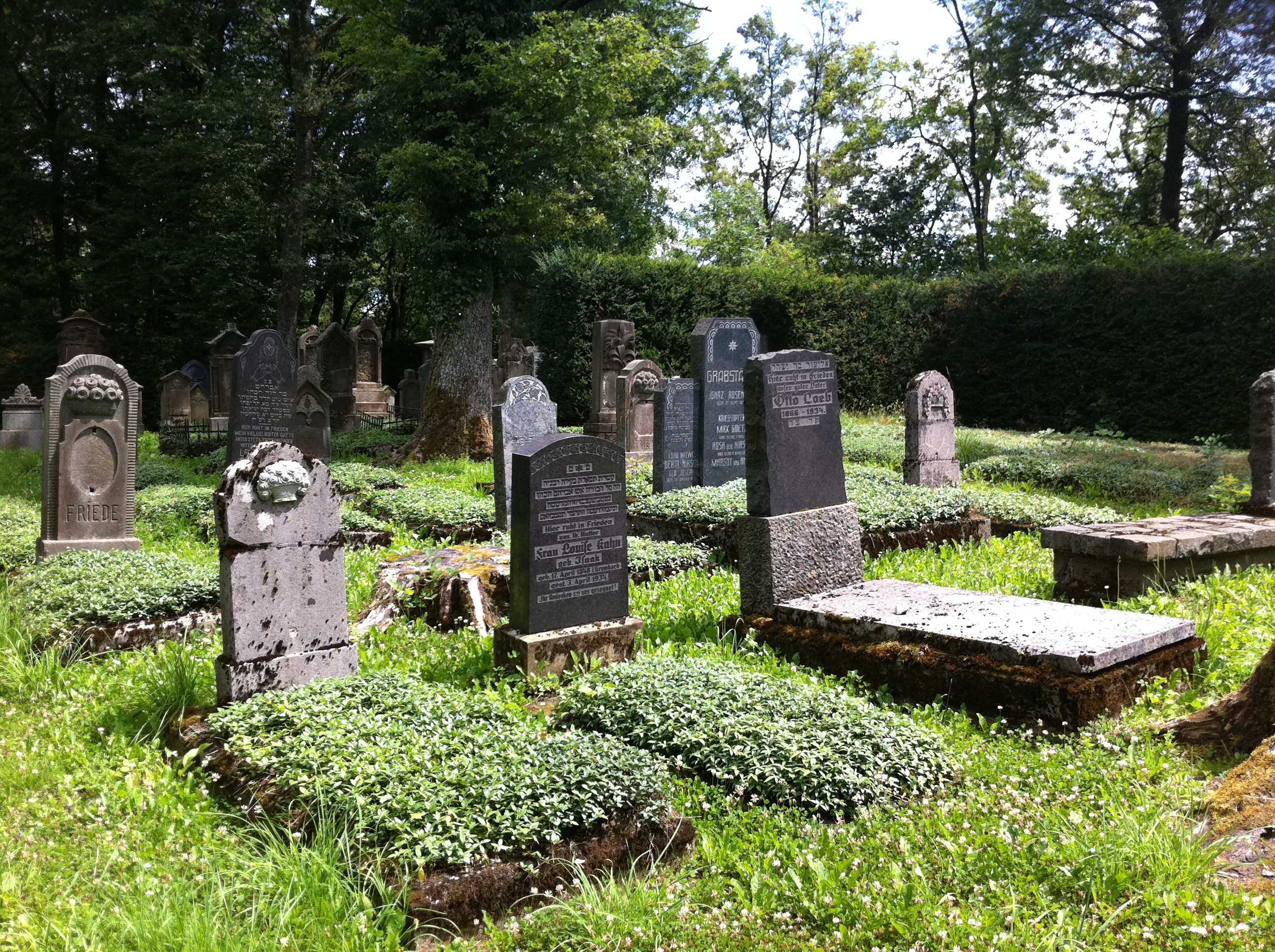
Grabsteine

Der Jüdische Friedhof Tholey in der Gemeinde Tholey im Landkreis St. Wendel (Saarland) ist ein geschütztes Baudenkmal. Der Friedhof liegt zwischen den Ortsteilen Theley und Tholey.

## Geschichte
Die Geschichte der ehemaligen jüdischen Gemeinde Tholey reicht bis in das frühe 18. Jahrhundert zurück. So war das Gemeindemitglied Bella Bähr geb. Marx (1821–1906) eine Cousine von Karl Marx. Der Friedhof wurde von etwa 1800 bis in die Zeit des Nationalsozialismus genutzt und wurde 1940 – zur gleichen Zeit, als das heutige Rathaus „arisiert“ wurde – verwüstet. Von der Massendeportation anlässlich der Wagner-Bürckel-Aktion nach dem Lager Gurs in Südfrankreich am 22. Oktober 1940 waren aus Tholey 13 Personen betroffen.